# Jigga’el Hurwic
Jigga’el Hurwic (hebr. יגאל הורביץ, ang. Yigal Hurvitz, Igael Hurvitz ur. 1918 w Nachalat-Jehuda, zm. 10 stycznia 1994) – izraelski polityk, w latach 1977–1978 minister gospodarki, w latach 1979–1981 minister finansów, w latach 1984–1988 minister bez teki, w latach 1969–1992 poseł do Knesetu.

## Życiorys
Urodził się w 1918 w Nachalat-Jehuda, obecnie części miasta Riszon le-Cijjon. Działał w organizacjach syjonistycznych. W czasie drugiej wojny światowej walczył w Brygadzie Żydowskiej.
W 1961 został członkiem Mapai, a w latach 1961–1965 był w zarządzie Ruchu Moszawów. Pracował także jako dyrektor kilku przedsiębiorstw, których właścicielem był Ruch lub poszczególne moszawy. W 1965 wraz z grupą rozłamowców opuścił Mapai, przystępując do nowej partii Dawida Ben Guriona Rafi. W 1969 był jednym z założycieli Listy Państwowej, z której w październikowych wyborach parlamentarnych po raz pierwszy dostał się do izraelskiego parlamentu. W 1973 był jednym z założycieli Likudu – z listy ugrupowania zjednoczonej prawicy w 1973 i 1977 uzyskiwał reelekcję. W 1976 założył, w ramach Likudu, partię Le’Am. 20 czerwca 1977 został ministrem przemysłu, handlu i turystyki w nowo powołanym, pierwszym prawicowym rządzie w Izraelu, którego premierem został Menachem Begin. Na stanowisku pozostał do 1 października 1978. Powrócił do rządu 7 listopada 1979, zastępując Simchę Erlicha na stanowisku ministra finansów. Kierował tym resortem do 13 stycznia 1981. Wraz z Jicchakiem Perecem i Zalmanem Szowalem opuścił Likud, tworząc frakcję Rafi – Lista Państwowa. Jeszcze podczas tej samej kadencji przeszedł do utworzonego przez Moszego Dajana ugrupowania Telem, z którego listy bezskutecznie kandydował w czerwcowych wyborach. W składzie dziesiątego Knesetu znalazł się jeszcze w tym samym roku – 16 października objął mandat po śmierci Dajana. W 1983 opuścił Telem i na nowo założył Rafi – Listę Państwową. W 1984 wraz z Szowalem założył partię Omec, a w sierpniowych wyborach dostał się do Knesetu jako jedyny poseł z listy ugrupowania. 13 września wszedł w skład pierwszego rządu Szimona Peresa jako minister bez teki, na stanowisku pozostał również po zmianie premiera – w rządzie Icchaka Szamira. W trakcie kadencji powrócił do Likudu (w 1987), z którego listy skutecznie kandydował w kolejnych wyborach. W 1992 stracił miejsce w parlamencie.
Zmarł 10 stycznia 1994.